# Alba D'Urbano
Pour les articles homonymes, voir Urbano.
Alba D’Urbano (née le 13 avril 1955  à Tivoli) est une artiste italienne résidant en Allemagne depuis 1984. Elle est titulaire, depuis 1995, d’une chaire à l’Académie des Arts Visuels de Leipzig (Hochschule für Grafik und Buchkunst).

## Biographie
Alba D’Urbano est la deuxième d’une famille de trois enfants, avec comme père, Quirino D’Urbano tailleur de pierre, et comme mère Giuseppa Baldacci. Elle est née un an après la mort de son frère ainé. Afin de se soustraire à l’atmosphère familiale difficile, elle s’isole dans son monde à elle et dessine beaucoup. Après le baccalauréat, elle étudie la philosophie à l'université de Rome « La Sapienza » de 1974 à 1978.
Elle s’engage déjà politiquement au tout début de sa scolarité et poursuit cet engagement à l’université où elle participera entre autres à l’occupation de l’université en 1977. En tant qu’artiste, elle subit l’influence du mouvement de l’avant-garde de l’Italie de l’année 1970 qui est décrit par Klemens Gruber dans son ouvrage Die Zerstreute Avantgarde. Ce mouvement cherchait à provoquer un changement de paradigme dans la relation entre l’art, la politique et la communication de masse. C’est dans ce climat qu’Alba D’Urbano produit des émissions expérimentales pour Radio Gulliver à Tivoli (selon le modèle de Radio Alice à Bologne et Radio Città Futura à Rome) et fonde un groupe féministe.
En 1979, en contradiction avec sa famille, elle commence des études d’art à l’Accademia di Belle Arti de Rome comme élève du Professeur Enzo Brunori. Ce fut une époque de travail en coopération avec d’autres artistes comme le compositeur Alessandro Cipriani avec qui elle réalise des interventions artistiques en lieux publics et des films super-8. En 1984, elle déménage à Berlin-Ouest où elle poursuit ses études d’art plastique à l’Université des Arts (Universität der Künste). En 1989, élève de Wolfgang Ramsbott, elle entreprend un Master en création cinématographique expérimentale.
En 1990, elle obtient une bourse à l’Institut für Neue Medien de Frankfort (l’institut pour les nouveaux médias) sous la direction de Peter Weibel. C’est le moment où elle rencontre son futur, mari Nicolas Reichelt, avec qui elle réalise plusieurs projets multimédias. Après l'obtention d'un poste d’enseignant à l’Université des Arts et du Design d’Offenbach (Hochschule für Gestaltung Offenbach am Main), elle se voit proposer la chaire d’infographie de l’Académie des Arts Visuels de Leipzig (Hochschule für Grafik und Buchkunst) et depuis 1998, elle dirige les cours en Intermédia. Entre 2003 et 2004, elle exerce pour une année scolaire à l’Université libre de Bolzano. Depuis 2000, elle conçoit et réalise dans le cadre de son activité d’enseignante, des expositions nationales et internationales sur des thèmes politiques et sociaux qui intègrent autant les méthodes orientées processus que les méthodes visant à réfléchir sur les médias. En parallèle de son travail personnel d’artiste, Alba d’Urbano collabore depuis 2000 sur des projets avec Tina Bara.

## Œuvre
Dans les années 1980, l’intérêt artistique d’Alba D’Urbano se tourne vers la façon de percevoir la réalité qui subit un changement notable, influencée de plus en plus fortement par les médias de masse et la manipulation qu’ils opèrent sur le flot permanent des images virtuelles. Dès lors, la relation entre l’écriture et les nouveaux médias fut au centre de son travail artistique. Le milieu urbain qu’offrait Berlin-Ouest avec son « statut insulaire » et ses moyens de communication parfois fragiles fut le siège de ses premiers travaux vidéo : la série Nur die Augen, tournée à Checkpoint Charlie en 1985, et Kreis, der tournée à Ernst-Reuter-Platz en 1987. Pour l’installation vidéo de la série Berlin Kulturstadt Europas, elle tourna son regard sur les moyens de communication locaux pendant qu’elle travaillait en parallèle sur l’appauvrissement de la communication et la perte de l’écriture dans la série de tableaux Prometheus.
Dans les années 1990, Alba D’Urbano se tourne vers la création d’installations vidéo et installations interactives. Elle apporta une impulsion à ce moyen d’expression artistique, au travers d’une construction créative, complexe et expérimentale, consciente des problèmes qui lui sont liés. Par ses projets multimédias qui varient les supports comme L’esposizione impraticabile, 1992, 1996, Rosa Binaria, 1993–96, Hautnah et Il sarto immortale (1995–98), elle « sensibilise » l’observateur à la problématique des médias de masse sans créer de polémique et en cherchant à préserver la force esthétique de suggestion des différents médias.
Afin de contrecarrer la profusion d’images véhiculées par les médias, elle joue avec l’attente de l’observateur. Elle remplace les images par des chaines de signes illisibles et canalise l’attention de l’observateur sur le processus de génération d’images médiatiques. Elle gagna une renommée internationale plus particulièrement par les projets Hautnah et Il Sarto Immortale, dans lesquels elle travaille des images numériques de son propre corps, qu’elle imprima sur de l’étoffe et transforma en vêtements qu’elle présenta dans des défilés de mannequins. Par l’alternance de vêtement et de nudité, elle cherchait à démasquer la commercialisation du corps féminin dans les médias et le marché de la mode. Dans le travail qu’Alba D’Urbano réalise en collaboration avec Tina Bara, qui est inspiré de positions féministes, le corps est présenté comme une matrice dans laquelle s’inscrit l’identité comme une construction culturelle et sociale. Dans ce contexte, pour les deux artistes, il s’agit encore du processus d’attribution de modes de comportements normatifs. Lors d’une série de projets multimédias comme Portraits Alba / Tina Ritratto et Bellissima, les artistes se saisiront de matériel biographique. Le dernier thème traité est celui proposé par Tina Bara sur le thème du passé de l’Allemagne de l’Est. Par l’origine de Tina Bara qui est née et a grandi dans l’ex Allemagne de l’Est, les deux artistes se sont confrontées dans quelques travaux au thème du passé de la République démocratique allemande. La série de portraits Siegerehrungen en 2003 montre des sportives est-allemandes ; Covergirl et Wespen-Akte (2007 – 2009) traite de ligues de femmes œuvrant pour la paix et dont Tina Bara fut membre.

## Expositions personnelles (sélection)
- 1987 Ingranaggio/Interlocking avec Andrea Scrima. Karo Galerie Berlin
- 1991 Videoinstallationen avec Martin Figura. Shin Shin Galerie, Berlin
- 1991 Occhio Elettronico. Studio Leonardi, Gênes
- 1992 L’esposizione impraticabile. Kommunale Galerie, Francfort-sur-le-Main
- 1993 Un Anno. Galleria Stefania Miscetti, Rome
- 1993 Rosa Binaria. Galerie im Bürgerhaus, Neunkirchen; Galerie der Stadt Fellbach
- 1994 Der negierte Raum. Sequenz, Francfort-sur-le-Main
- 1994 Un Anno. Galerie Beckers, Darmstadt
- 1995 Hautnah. Exposition spéciale à la Kunst ’95, Zurich
- 1996 Rosa Binaria: Spirale. Kunstverein Friedrichshafen
- 1996 Rosa Binaria. Kunstvideoforum, Stadtwerke Hameln
- 1996 Der Faden. Kunstverein Celle, Salle gothique du château de Celle
- 1996 In Vitro. Institut für Neue Medien, Francfort-sur-le-Main
- 1997 Il sarto immortale: couture. Nassauischer Kunstverein, Wiesbaden
- 1998 Il sarto immortale: display. Kunstverein an der Finkenstraße, München; Galerie Pohlhammer, Steyr, (A)
- 1998 Die wunderschöne Wunde. Städtische Galerie im Karmeliter Kloster, Francfort-sur-le-Main
- 1998 …as save as… Literaturhaus, Munich
- 2000 outside. Kunstforum Berlin, action dans l'espace urbain, Berlin
- 2003 Whoami. Lindenau Museum, Altenburg
- 2003 Corporal Identity avec Tina Bara. Galerie Schüppenhauer, Cologne
- 2004 Whoami. Stadtgalerie Kiel; Neuer Kunstverein Aschaffenburg
- 2004 Opere d’Arte 36 avec Tina Bara. Galleria Stefania Miscetti, Rome
- 2009 Bellissima avec Tina Bara. Galerie Schüppenhauer, Cologne
- 2010 erröten/redden avec Dagmar Varady. Ufo-Galerie Halle (Saxe-Anhalt)
- 2011 !Perla_Miseria! avec Tina Bara. Landesgalerie, Linz; Haus am Kleistpark, Berlin
- 2012 !Perla_Miseria! avec Tina Bara, Kunst+Projekte e.V., Galerie der Stadt Sindelfingen
- 2012 Alba D’Urbano, Topographie de l'art, Paris
- 2013 wissen avec Dagmar Varady, Kunstverein Ludwigshafen, Kunsthalle
- 2015 History/Tales avec Tina Bara, Galerie im Turm, Berlin

## Expositions collectives (sélection)
- 1988 Video-Installation Kreis: la Piazza dans le cadre de l'année culturelle Berlin, Kulturhauptstadt Europas 1988. Esplanade, Berlin
- 1989 Internationaal audio-visueel experimenteel festival 1989. Arnhem
- 1990 Il recinto e il luogo sacro. Sora (Italie)
- 1992 Informationsdienst. Künstlerhaus Stuttgart
- 1993 Projekt Xenografia. Biennal Venise
- 1993 Computerkunst/Arte digital. Goethe Institut, Buenos Aires
- 1993 Voyages Virtuels. Espace Aventures, Paris
- 1994 Borderline. Neuer Berliner Kunstverein, Berlin
- 1994 Intelligente Ambiente. Ars Electronica ’94, Design Center, Linz
- 1995 Kunst, Chaos, Medien. Galerie der Stadt Sindelfingen
- 1995 Manual Devices. Kunstmesse Frankfurt, Francfort-sur-le-Main
- 1995 Telepolis. FIL, Luxembourg
- 1996/97 Arte Electronica. Goethe Institut, Madrid
- 1996/97 Fotografie nach der Fotografie. Kunsthalle Krems; Städtische Galerie Erlangen; Museet for Fotokunst, Odense; Fotomuseum Winterthur; Finnish Museum of Photography, Helsinki; Institute of Contemporary Art, Philadelphia
- 1996/97 Inszenierung und Vergegenwärtigung. Kirche St. Martin, Accompagnant événement à la documenta X, Cassel
- 1998/99 Lingerie: eine Unterwelt. Museum Bellerive, Zürich
- 1998/99 Skulptur, Figur, Weiblich. Landesgalerie Oberösterreich, Linz
- 1998/99 Kunst und Papier auf dem Laufsteg (défilé de mode). Deutsche Guggenheim, Berlin
- 1998/99 Natural Reality. Ludwig Forum für Internationale Kunst, Aachen
- 2000 Der Anagrammatische Körper. ZKM, Karlsruhe
- 2000 Crossfemale. Künstlerhaus Bethanien, Berlin
- 2001 GeldLust: ModelBanking. Kunsthalle Tirol, Hall (Autriche)
- 2001 KIMAF. Gallery of the Center for Contemporary Art, Kiev
- 2002 Skin: Surface, Substance and Design. Cooper-Hewitt, National Design Museum, New York
- 2002 Nackt. Museum für Kunst und Gewerbe Hamburg
- 2002 Die zweite Haut - Kunst und Kleidung. Musée Bellerive, Zurich
- 2002 Der Akt in der Kunst des 20. Jahrhunderts. Kunsthalle in Emden
- 2003 now and forever – Beständigkeit und Moden in der Kunst. Luitpoldblock, Munich
- 2003 Bellissima. Galerie der HGB, Leipzig
- 2003 Through the Looking Glass: Women and Self-Representation in Contemporary Art. Palmer Museum of Art, Pennsylvania State University
- 2004 Annäherungen an das Glück. ACC Galerie, Weimar
- 2005/06 Pattern Language - Clothing as Communicator. Tuft University Art Gallery, Medford; Krannert Art Museum, University of Illinois Urbana-Champaign; University Art Museum, University of California Santa Barbara; Frederick R. Weisman Museum of Art, University of Minnesota, Minneapolis
- 2005/06 Elettroshock The video in Italy from the 70’s till today (1973-2006). China Central Academy of Fine Arts, Beijing, Guangdong Museum of Art, Guangzhou
- 2005/06 Eine Frage [nach] der Geste, Opera Leipzig
- 2007 Second Skin: Entry 2006. Museum of Contemporary Art, Taipei, Taiwan
- 2007 Transparent. Granary, Fiskars, Finlande
- 2008 Frauen bei Olympia. Frauenmuseum, Bonn
- 2008 Kunstwerke 36. Internationales Festival für Kunst und Technologie, Melbourne, Florida
- 2009/10 Das Böse ist ein Eichhörnchen. Cour de district Leipzig, Leipzig
- 2009/10 YOU_Ser: The Century of the Consumer, ZKM 10th anniversary. Santralistanbul, Istanbul
- 2009/10 Bewegte Welt – erzählte Zeit. Akademie der Künste, Berlin; Zentrum für zeitgenössische Kunst, Moscou; Museum für Gegenwartskunst, Kiev; Loftgalerie Etage, Saint-Pétersbourg, Sibirisches Zentrum für zeitgenössische Kunst, Novossibirsk, Almaty, Tachkent
- 2009/10 That Obscure Object of Desire. offiCina Gallery, Pékin
- 2009/10 Intimacy! Baden in der Kunst. Kunstmuseum Ahlen
- 2009/10 Agents and Provocateurs. MedienKunstVerein Dortmund
- 2011 Puzzle. Galerie für Zeitgenössische Kunst, Leipzig
- 2011 Morceaux Exquis. Espace Fondation EDF, Paris
- 2011 Wenn jemand eine Reise tut. Galerie für Zeitgenössische Kunst, Leipzig
- 2012 Viaggio in Italia, Exposition des élèves de Visual Arts de Leipzig et invités, Werkschauhalle, Spinnerei Leipzig
- 2012 Collection’s Show 2012, Part 1: Appropriation of the Present, Museum of Contemporary Art (GfzK), Leipzig
- 2013 Inside Out – Einblicke in Mode, Museum für Kunst und Gewerbe (Museum of Arts and Crafts), Hamburg
- 2013 INTIMATE (élèves de Intermedia class, HGB), Galerie Eigen+Art, Leipzig
- 2013 Cultural Clash Nomade (HGB Leipzig, HEAD Genève), in: Leipzig, Nordhausen, Francfort-sur-le-Main, Ludwigshafen, Strasbourg, Genève
- 2013 Subversive Design, Brighton Museum & Art Gallery (UK)
- 2014 Gyeongnam International Photography Festival, Art Center, Changwon (KR)
- 2014 Source, Nanjing University of the Arts, Nanjing (CN)
- 2014 Medialer Ausnahmezustand avec Tina Bara, Nationalmuseum Stettin (PL)
- 2015 Leipzig, Heldenstadt? avec Tina Bara, Goethe Institute Marseille (F)
- 2015 2.5.0. - Object is Meditation and Poetry avec Tina Bara, Grassi Museum, Leipzig
- 2015 IKONISCH/ ICONICO - Das Bild als Referenz, Medienkunst Lateinamerikas und Deutschlands avec Tina Bara, Goethe Institute Madrid (E)
- 2015 Desperate Housewives? Künstlerinnen räumen auf, Museum Kulturspeicher Würzburg

## Travaux dans les collections publiques (sélection)
- Gutenberg-Museum, Mayence
- Collection de la Ville de Francfort-sur-le-Main
- Sammlung der Stadt Fellbach
- Deutsche Gesellschaft für Wertpapiere (DWS), Francfort-sur-le-Main
- Dresdner Bank, Munich
- Sammlung der Galerie für zeitgenössische Kunst in Termoli, Italie (Galleria Civica d'Arte Contemporanea)
- Deutsche Bank, Darmstadt
- ZKM | Medienmuseum, Karlsruhe
- Medienhaus, Francfort-sur-le-Main
- Deutsche Guggenheim, Berlin
- Sächsischer Kunstfonds des Freistaates Sachsen, Dresde
- Kunsthalle Dominikanerkirche, Osnabrück
- Museum für Kunst und Gewerbe Hamburg[17]
- Museum Bellerive, Zurich

## Prix et bourses
- 1987 : Promouvoir les éditeurs de Das kleine Fernsehspiel (ZDF) pour la réalisation de la vidéo Kreis, der
- NaFög-bourse de Universität der Künste, Berlin
- Le financement du projet de Röhm GmbH, Darmstadt
- 1990 : Bourse Pépinières de Eurocréation, Paris
- 2006 : Projet financé par le Kulturstiftung des Bundes für Eine Frage (nach) der Geste
- 2009 : Projet financé par le Stiftung Kunstfonds für Covergirl: Wespen-Akte